# Backlash (essai)
Pour les articles homonymes, voir Backlash.
Backlash : la guerre froide contre les femmes (titre original anglais : Backlash: The Undeclared War Against American Women) est un essai féministe de l'Américaine Susan Faludi paru en 1991 dans sa version originale, puis en 1993 en français, traduit par Lise-Éliane Pomier, Évelyne Châtelain-Diharce et Thérèse Réveillé. L'autrice y défend la thèse d’un retour de bâton alimenté par les médias en réaction aux avancées féministes obtenues dans les années 1970. Cet ouvrage a remporté le National Book Critics Circle Award dans la catégorie documentaire en 1991.

## Résumé
Backlash est un livre de 550 pages écrit par Susan Faludi. Elle y analyse les inégalités et les difficultés sociales, économiques et politiques auxquelles doivent faire face les femmes américaines dans les années 1980. Ce livre est salué comme « l'appel aux armes des féministes, le plus passionné et sans aucun remords, depuis des années ». C'est « un riche recueil d'informations fascinantes et accusatrices d'un système qui perd son emprise ». Il « a déjà donné beaucoup pour provoquer une prise de conscience nationale révolutionnaire ».
Durant cette période, de nombreux ouvrages féministes sont publiés : celui de Naomi Wolf, The Beauty Myth (1990), Gloria Steinem, Revolution From Within (1992) et celui de Marilyn French, The War Against Women (1992).
Backlash a fait la une d'une multitude de journaux et de magazines tandis que Susan Faludi a été interviewée à la télévision et à la radio de nombreuses fois. Cet ouvrage a permis de renouveler les débats médiatiques sur le féminisme. Susan Faludi est devenue l'une des principales porte-paroles des questions féministes dans les années 1990.

## Contenu

### Introduction – le blâme sur le féminisme
Chapitre 1 : La principale prémisse de ce livre est qu'il y a deux grands messages diffusés par les médias aux regards des acquis féministes depuis les années 1980 : le combat féministe pour l'égalité a largement été gagné et maintenant que les femmes ont acquis cette égalité, elles n'ont jamais été aussi malheureuses (ix). Face à cela, Susan Faludi affirme que les femmes ne sont pas encore égales aux hommes et qu'il y a un « retour de bâton » (backlash) qui vise à stopper voire annuler les avancées durement gagnées pour tendre vers l'égalité.
En rapportant des idées statistiquement infondées sur l'aspect négatif qu'aurait le féminisme sur les femmes, les médias ont aidé à créer un « retour de bâton » qui encourage les femmes à rejeter les acquis et les luttes pour une réelle égalité. Les rapports sur « l'homme-pénurie », « l'épidémie d'infertilité », « le burn-out féminin » et le « soin du jour toxique » ne sont pas des conditions actuelles des femmes mais des fausses images véhiculées par les médias, la culture populaire et la publicité (xv).

### Première partie – les Mythes et les retours en arrière
Chapitre 2 et 3 : ces chapitres décrivent les statistiques non fondées qui forment la toile de fond du mythe selon lequel les femmes sont plus malheureuses dans leur vie maintenant. Susan Faludi présente des contre-preuves aux différents mythes portés par les médias selon lesquels : il y a un manque de potentiels maris pour les femmes ; les nouvelles lois pour l'instauration d'un divorce sans faute affectent négativement la situation financière des femmes ; les femmes qui ont des carrières professionnelles sont de plus en plus infertiles et ont plus de maladies mentales que les femmes aux foyers ; les garderies (dont les femmes qui travaillent sont dépendantes), ont des effets négatifs permanents sur le plan scolaire, social et affectif de leur enfant. Susan Faludi montre qu'aucun de ces mythes n'est exact. Elle revient également sur les backlashes similaires dans l'histoire américaine, en se concentrant sur les mouvements de femmes à différentes époque : époque victorienne, fin des années 1840, début des années 1900, durant les années 1940 et les années 1970. Elle montre que les médias ont à chaque fois reporté les effets négatifs des acquis féministes. Elle cite l'intellectuelle Ann Douglas, « le progrès des droits des femmes dans notre culture, contrairement à d'autres types de « progrès », a toujours été étrangement réversible ».

### Deuxième partie – Le retour de bâton dans la culture populaire
Chapitre 4, 5, 6, 7 et 8 : ces parties du livre montrent comment les médias délivrent l'idée du backlash à travers plusieurs « tendances » : la preuve d'un contre-assaut du féminisme à travers le portrait des femmes d'Hollywood dans les années 1980 ; le backlash à la télévision dans le changement des rôles des femmes ; le changement d'un point de vue de l'industrie de la mode qui passe du tailleur des années 1970 à la lingerie féminine des années 1980 ; et l'accent mis par l'industrie cosmétique sur la beauté artificielle en accentuant la promotion de la chirurgie esthétique.
Susan Faludi décrit « la tendance du journalisme » des années 1980 comme l'écriture d'articles de journaux qui gagnent de l'autorité à travers les répétitions plus qu'à travers de réelles preuves apportées (p. 79). Ce journalisme parle de « la nouvelle féminité », « la nouvelle moralité » et prétend reposer sur des faits qui n'en sont pas. Ces idées se contredisent entre elles et servent un agenda politique qui insinue que l'expérience des femmes n'a pas sa place dans les événements politiques ou les pressions sociales (p. 81).
Ce livre montre les changements de la vision de la femme à travers le cinéma hollywoodien. La femme des années 1970 est célibataire et indépendante alors que la femme des années 1980 est l'incarnation de l'antiféminisme, effrayée par le célibat (comme dans le film Fatal Attraction). Bien que moins virulente que le cinéma hollywoodien, la télévision tempère la forte indépendance de la femme des années 1970 comme le montrent The Mary Tyler Moore Show et The Bionic Woman avec le retour de l'actrice Mary Tyler Moore sur les écrans dans les années 1980. Elle perd l'extrême popularité qu'elle avait obtenue grâce à la série Cagney & Lacey car les films la montrent comme « excessivement agressive, bruyante et manquant de chaleur » (p. 152). Selon Susan Faludi, une « bonne » femme était ce que représentant le personnage de Hope dans la série thirtysomething, c'est-à-dire la mère au foyer angélique.
Susan Faludi décrit la « petite fille » vue par l'industrie cosmétique, avec des habits design en insistant sur les frou-frou qui la féminisent. Il s'agit pour l'industrie de la mode de faire face au nombre toujours plus important de femmes consommatrices d'habits qui reflètent leur indépendance. L'augmentation des prix a causé une « révolte de la mode » par des femmes qui ne voulaient pas porter ce que l'industrie leur imposait. L'industrie de la mode leur répondit avec des corsets et des bustiers. « Dans chaque retour de bâton, l'industrie de la mode a produit des habits punitivement contraignants et la fashion presse a exigé que les femmes les portent » déclare Susan Faludi (p. 173). Les standards beautés, très rigides à la fin des années 1980, sont très détaillés et décrivent la pression qu'ont les femmes à rester jeunes malgré les années. Certaines ont donc recourt à la chirurgie esthétique.

## Commentaire
Ce livre s'inscrit, avec Trouble dans le genre publié en 1990, dans la nouvelle vague féministe (Troisième vague féministe), de la chute du mur de Berlin au Mouvement MeToo, un mouvement féministe mondialiste. Cette nouvelle vague fait suite à la deuxième vague féministe qui commence vers 1960 avec l'élection de John Fitzgerald Kennedy et qui est stoppée à la suite de l'élection de Ronald Reagan en 1981, ce dernier prônant des valeurs religieuses ainsi qu'un certain ordre moralmais favorisant aussi de nombreuses inégalités sociales, vues dans Tendres Années (film, 1984) de Marisa Silver. La deuxième vague est également stoppée par la mort du symbole et porte-parole de la contre-culture, John Lennon, le 8 décembre 1980, restant ainsi en sommeil, jusqu'à la fin des années 1980,,.

## Expression populaire
L'expression « backlash » ou « retour du bâton » est entrée dans le langage courant pour désigner les réactions des parties conservatrices et masculinistes de la société face aux progrès des droits des femmes et des minorités . Le dénouement de la bataille judiciaire entre Johnny Depp et Amber Heard en 2022 marquerait par exemple la fin du mouvement MeToo et le retour en grâce du machisme,, dénoncé par les féministes lors de la journée des droits des femmes le 8 mars 2023.